# Anne Ingstadbjørg
Anne Ingstadbjørg (ur. 14 maja 1979) – norweska biathlonistka. Zadebiutowała w Pucharze Świata w zawodach w Pokljuce w 2005 r. Jej najlepszy wynik to 6. miejsce w zawodach Pucharu Świata w Hochfilzen w 2007 r.
Podczas Mistrzostw Świata w 2008 roku zajęła 18. miejsce w biegu indywidualnym na 15 km. Wcześniej występowała w zawodach juniorów. Podczas Mistrzostw Świata Juniorów w Jericho w 1998 r. zajęła 13. miejsce w sprincie i biegu indywidualnym.
Dwukrotna medalistka: złoto w drużynowym biegu patrolowym na 15 km oraz brąz w biatlonie - sprint drużynowo (7,5 km) na Zimowych igrzyskach wojskowych w Dolinie Aosty (2010).

## Osiągnięcia

### Mistrzostwa Świata
| 2008 Östersund (Szwecja)             | 18. miejsce (IN), 6. miejsce (RL) |
| 2009 P'yŏngch'ang (Korea Południowa) | 26. miejsce (IN), 4. miejsce (RL) |

### Mistrzostwa świata juniorów
| 1998 Jerycho (USA) | 13. miejsce (IN), 13. miejsce (SP) |

### Puchar Świata

#### Miejsca w klasyfikacji generalnej
| Sezon     | Miejsce |
| --------- | ------- |
| 2006/2007 | 80.     |
| 2007/2008 | 45.     |
| 2008/2009 | 44.     |